# Chiesa di Sant'Angelo (Milano)
La chiesa di Santa Maria degli Angeli, più conosciuta come chiesa di Sant'Angelo, è una chiesa del centro storico di Milano, chiaro esempio dello stile barocco nel capoluogo lombardo.

## Storia
Il complesso di Santa Maria degli Angeli, costituito dalla chiesa di Sant'Angelo e dall'annesso convento che si trova sulla sua destra, è fin dalla posa della prima pietra avvenuta il 21 febbraio 1552 a opera dell'arcivescovo Giovanni Arcimboldi la sede milanese dei Francescani dell'Ordine dei frati minori osservanti di San Francesco. Il complesso originario, eretto nel 1436 e demolito nel 1551, si trovava non distante da quello attuale, lungo il corso del naviglio della Martesana e appena fuori dalla cinta dei bastioni spagnoli.

## L'edificio primitivo

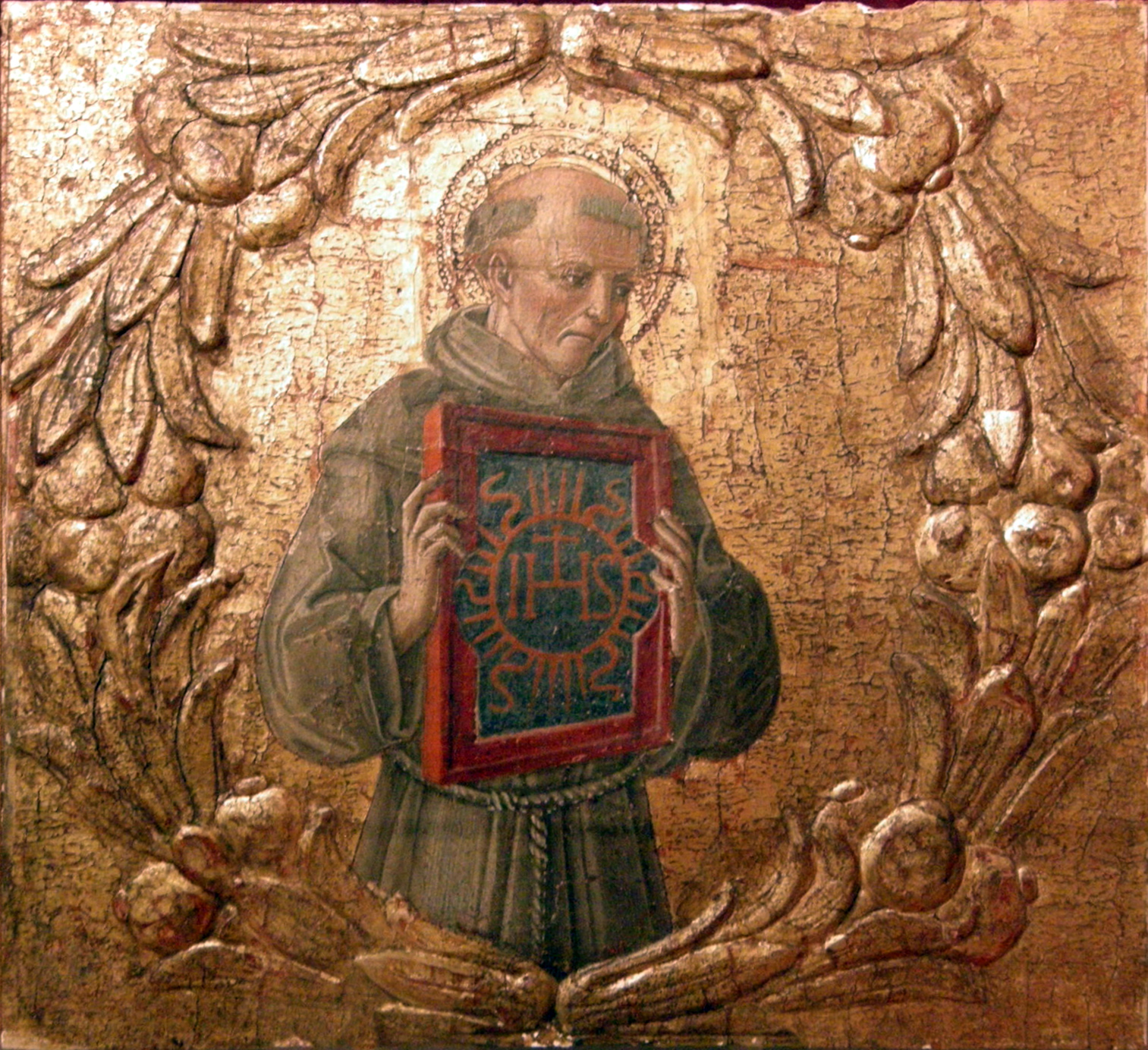
San Bernardino da Siena

All'inizio del Quattrocento il francescano San Bernardino da Siena aveva percorso l'Italia predicando per fare cessare i sanguinosi scontri fra Guelfi e Ghibellini. Giunto a Milano venne favorevolmente accolto e tredici giovani uomini, colpiti dalle sue prediche, vollero vestire l'abito dei Frati Minori Osservanti e seguire il Santo. Le autorità milanesi vollero donare alla piccola comunità una chiesola con annessa una casa che sorgeva fuori da Porta Nuova, lungo il corso della Martesana. Presto le oblazioni dei fedeli furono sufficienti per erigere, nel 1436, una nuova chiesa, intitolata a Santa Maria degli Angeli ad imitazione di quella di Assisi. Fu successivamente aggiunto un convento che poté ospitare duecento frati. Il complesso sorgeva non lontano da dove sarebbe poi stato edificato il Lazzaretto, fuori dal Redefossi e presso il naviglio della Martesana, lungo l'attuale via Melchiorre Gioia. Era all'interno di un parco boschivo creato per volontà della duchessa Bianca Maria Sforza e fu definito grandioso e ricolmo di opere d'arte.
La chiesa, descritta come ricca e magnifica dalle fonti dell'epoca, ospitava sui lati dodici cappelle gentilizie e nel coro un dipinto della Passione di Cristo; intorno sorgevano cinque chiostri ornati con affreschi raffiguranti le vite si San Francesco e di San Bernardino.
Il complesso, già gravemente danneggiato nel 1527 da un violento incendio, dovette poi essere abbattuto nel 1551 per l'innalzamento della nuova cerchia di bastioni decisa dal governatore di Milano Ferrante I Gonzaga che ordinò quindi l'erezione dell'attuale edificio in sostituzione del precedente, ad opera dell'architetto di fiducia del governatore, il pratese Domenico Giunti. 

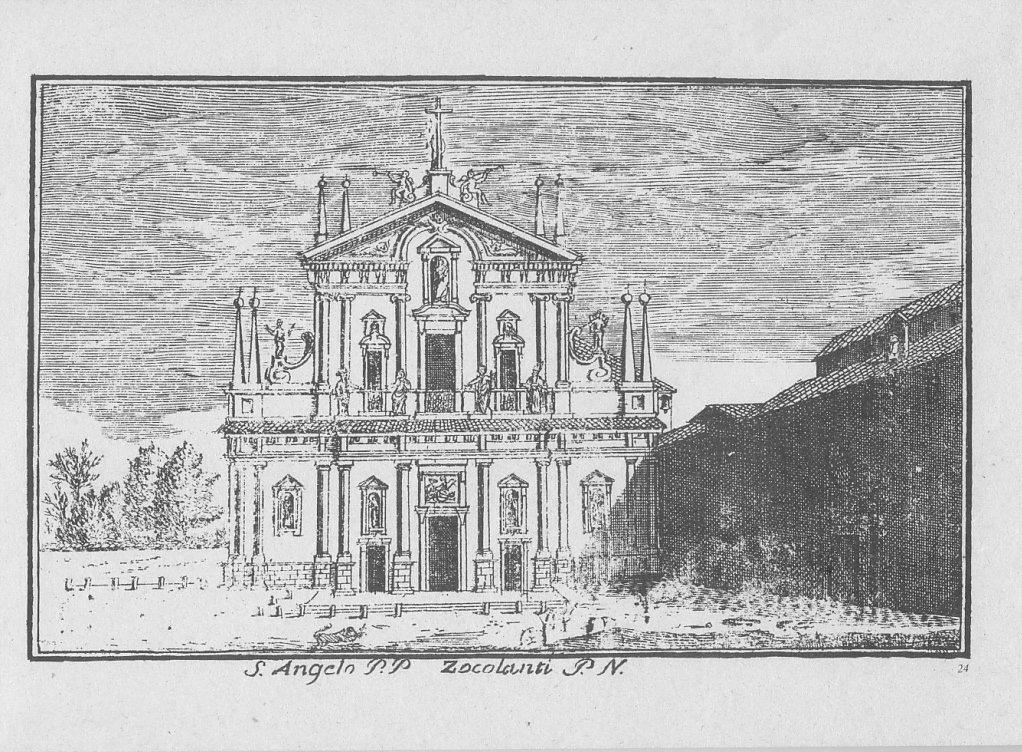
Marc'Antonio Dal Re (1697-1766) - Vedute di Milano

## La nuova chiesa
La posa della prima pietra della nuova chiesa avvenne il 21 febbraio 1552 alla presenza dell'arcivescovo Angelo Arcimboldi, del governatore Ferrante Gonzaga e del padre provinciale dei Francescani. La consacrazione avvenne il 23 maggio 1555, quando l'architetto Giunti aveva già lasciato Milano al seguito di Don Ferrante che era stato esautorato dalla carica di Governatore della città nel marzo 1554. I lavori di edificazione della chiesa si protrassero per lungo tempo, per cui rimane irrisolta la questione dell'aderenza della costruzione al progetto originale del Giunti che aveva appunto lasciato Milano nel 1555. In particolare la facciata non corrisponde ai disegni originali lasciati dall'architetto e ancora nell'anno 1584 risultava non terminata.
L'edificio si articola in una vasta navata, circondata da una serie di cappelle laterali e coperta da volta a botte, seguita da un ampio transetto e da un profondo presbiterio. L'insieme dell'interno contiene chiari riferimenti alla tradizione architettonica toscana riconoscibile «nell'ampia serena stesura di spazi, anche nella decorazione della volta, essenzialmente costruttiva e geometrica», ricordo di Santa Maria delle Carceri a Prato. Vi sono contenute diciannove cappelle gentilizie, otto per lato sulla navata principale, e tre affacciate sul transetto. Appartennero a famiglie patrizie e corporazioni della città di Milano, che ne ordinarono le decorazioni nell'arco dei secoli, per tutto il Cinquecento, Seicento e Settecento, fino alle ultime risalenti all'ultima metà del Novecento.
Ricorre nella decorazione il sole raggiante col monogramma IHS, simbolo di Cristo diffuso dal francescano San Bernardino da Siena. Sotto all'altare maggiore è presente una cripta costituita da tre vani, oggi in disuso e adibita a magazzino; la cripta era utilizzata fino al Settecento per dire messa in periodo di Quaresima.
Come gran parte delle sedi monastiche milanesi, anche questo convento venne soppresso durante il periodo napoleonico, nel 1810. Solo nel 1922 i Minori francescani fecero ritorno nell'edificio. Il grandioso monastero originario, articolato su tre chiostri, ornati da cicli di affreschi dei Procaccini e del Morazzone, in stato degradato, venne abbattuto e ricostruito in forme contemporanee. La chiesa si segnala per essere una dei pochi edifici di culto milanesi ad essere sopravvissuti relativamente intatti ai devastanti "restauri" ottocenteschi, che hanno imposto un uniforme quanto banale aspetto "neomedievale" a tutti i monumenti più importanti. Anche qui le spoliazioni napoleoniche e la rimozione ottocentesca delle sepolture dalle chiese hanno aperto lacune, ma nel complesso la chiesa si presenta ancora integralmente nella sua veste manierista e barocca, conservando tutte le cappelle di patronato delle antiche corporazioni, difese da alte cancellate e decorate da opere d'arte del Sei/Settecento. Le lacune sono state colmate nel XX secolo da opere moderne (affreschi, quadri, sculture), non sempre di livello comparabile a quello delle opere antiche, ma tali comunque da fornire al visitatore un'immagine non lacunosa dell'edificio.

## Descrizione

### Esterno

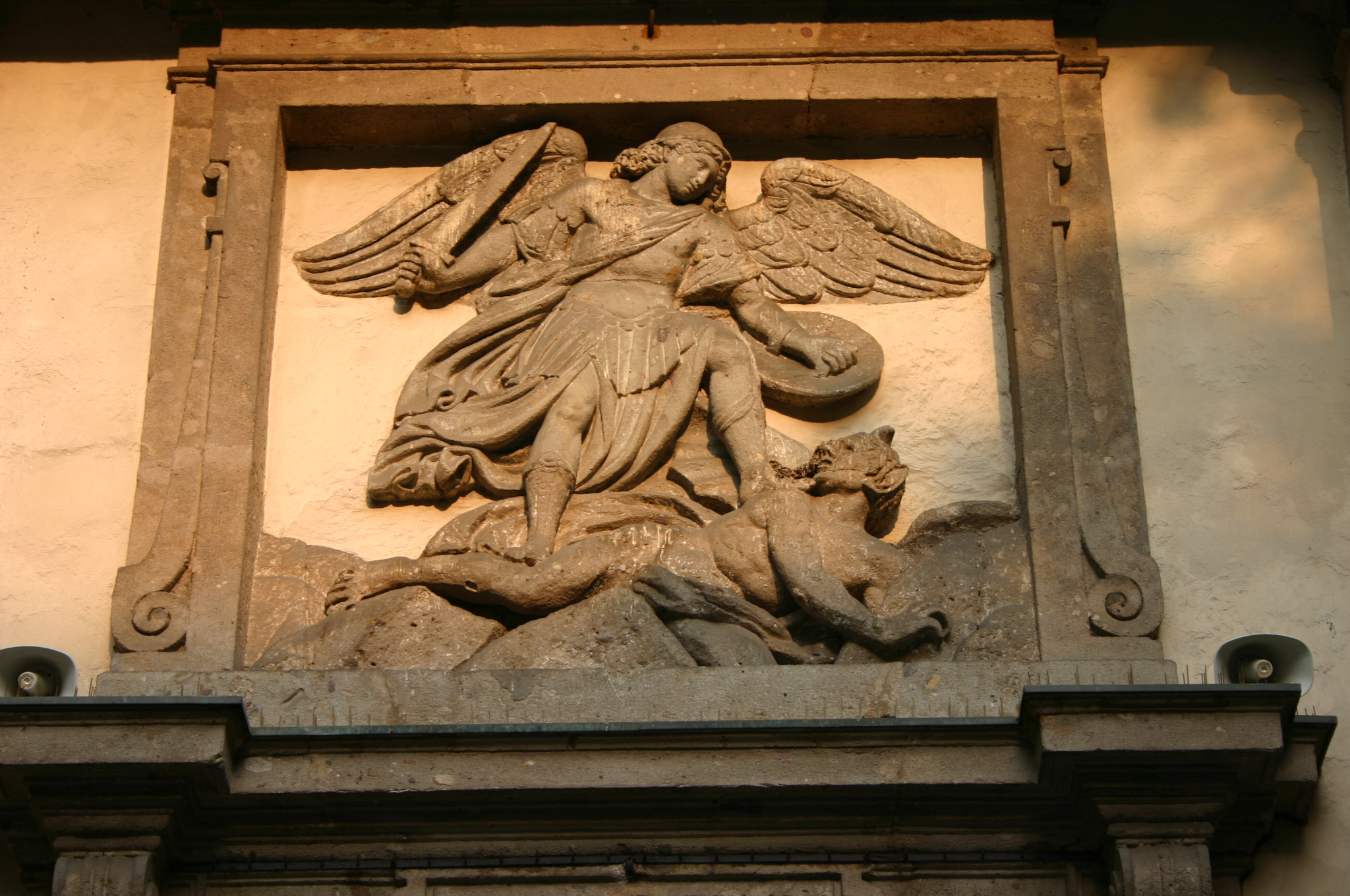
Gerolamo Prestinari, San Michele Arcangelo sconfigge il diavolo

Il sagrato della chiesa è ornato dalla Fontana di San Francesco con la rappresentazione in bronzo di San Francesco d'Assisi che parla agli uccelli, opera del 1927 di Giannino Castiglioni.
Il convento (1939-1958) che ospita anche l'istituto Angelicum è opera di Giovanni Muzio.
La facciata, non corrispondente ai disegni originali dell'architetto Giunti e quindi terminata dopo il suo abbandono di Milano nel 1554, è a due ordini dorico e ionico, a salienti. Essa è suddivisa in due ordini sovrapposti da un alto cornicione sorretto da quattro colonne con capitelli tuscanici; intervallati alle colonne si aprono tre portali, con quello centrale più grande rispetto ai due laterali. La fascia superiore della facciata è decorata da un cornicione che richiama una serliana idealmente sorretta da sei lesene con capitelli ionici. Nel timpano sopra la finestra centrale, entro una nicchia, vi è la Statua dell'Immacolata. Termina in alto la facciata un frontone triangolare con croce in ferro battuto.
Completano la decorazione statue di Gerolamo Prestinari, scultore attivo nel Sacro Monte di Varese. In particolare si possono vedere: 
- al primo ordine, entro nicchie, quattro statue di San Francesco, San Bernardino e due santi francescani.
- sopra il portale maggiore, altorilievo con San Michele Arcangelo che sconfigge Lucifero
- sulla balaustra sostenuta da quattro colonne, quattro statue raffiguranti i Dottori della Chiesa
- nei timpani delle finestre, coppia di Monache
- a coronamento, Angeli

### Interno

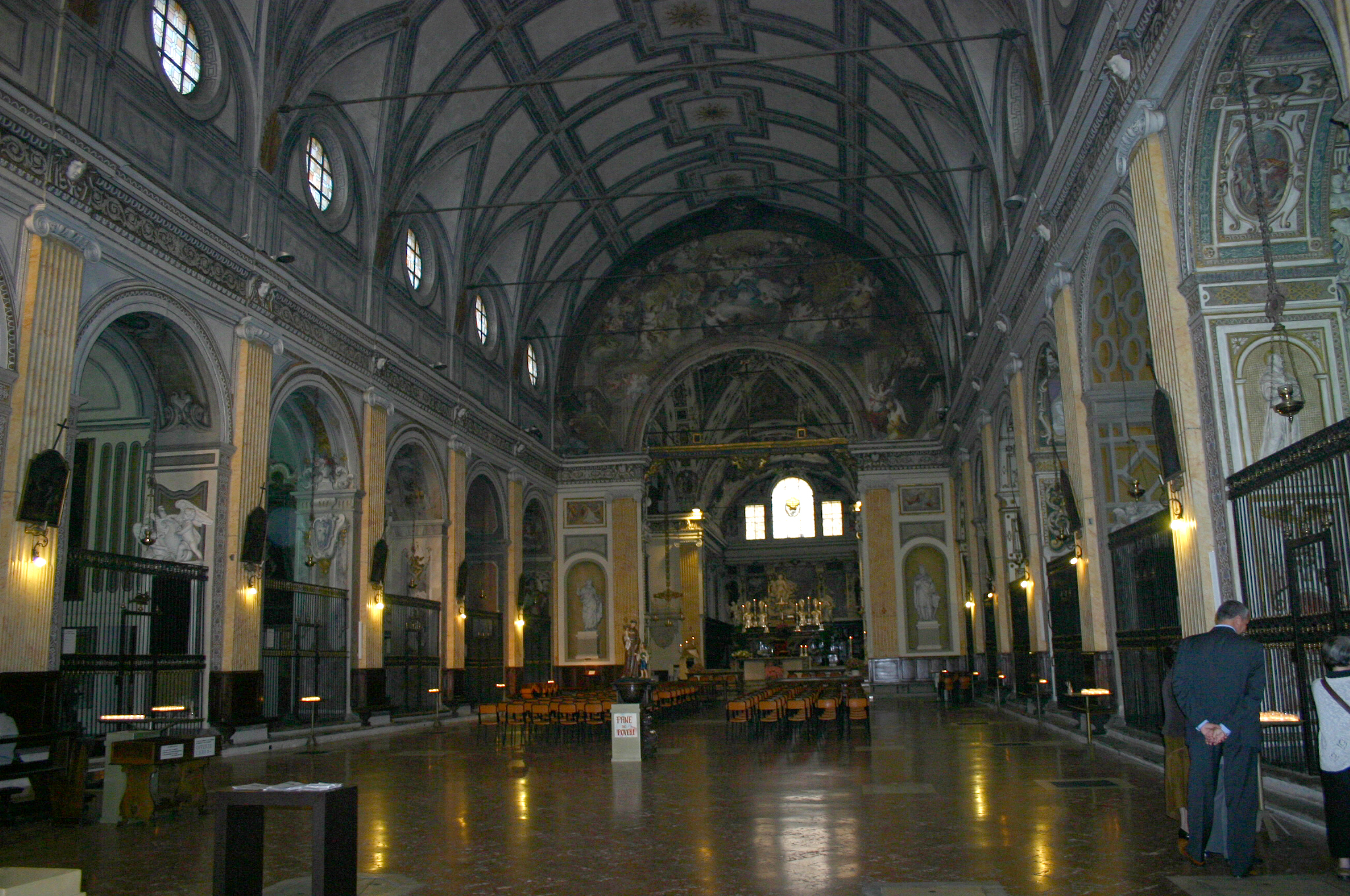
Interno

L'interno della chiesa è a croce latina, con unica ampia navata a botte lungo la quale si aprono due file di cappelle laterali anch'esse voltate a botte. La descrizione procede secondo l'ordine di percorso, partendo da destra.

#### Cappelle di destra

##### 1. Cappella di Santa Caterina d'Alessandria, o Cappella Gallarati

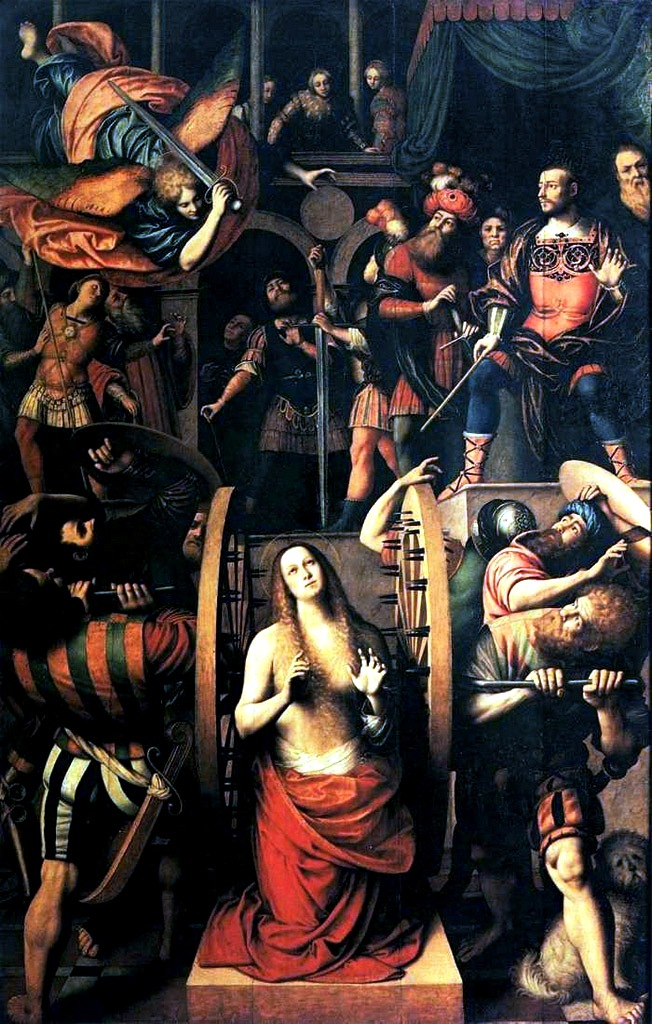
Gaudenzio Ferrari, Martirio di Santa Caterina d'Alessandria

Nella prima cappella a destra, dedicata a Santa Caterina d'Alessandria, all'altare è collocata una copia della pala di Gaudenzio Ferrari un tempo qui e oggi alla Pinacoteca di Brera. L'ancona era stata commissionata nel 1540 dal senatore Giacomo Gallarati, per la propria cappella di famiglia nella precedente chiesa di Sant'Angelo, e poi trasportata nella chiesa attuale. A seguito della soppressione del convento, fu acquistata dal governo austriaco e donata alla pinacoteca di Brera. All'epoca della sua commissione il Ferrari era l'artista più famoso del momento, scelto dalla potente famiglia Gallarati per la decorazione della cappella dove avrebbe trovato sepoltura anche Francesco Gallarati, comandante delle truppe imperiali. La tela mostra al centro la Santa, orante, torturata dagli aguzzini, mentre dall'alto piomba un angelo dalla spada sguainata, dipinto in virtuosistico scorcio, pronto a spezzare le ruote del martirio, scatenando terrore e sconcerto tra i soldati e l'imperatore in secondo piano. La vivacità dei colori e dei costumi ritratti, la teatralità delle pose, le nerborute anatomie dei personaggi testimoniano la volontà dell'autore di aggiornarsi alle ultime creazioni del manierismo di scuola romana, e in particolare l'influsso del Giudizio universale di Michelangelo e degli affreschi mantovani di Giulio Romano.
Le tele laterali, risalenti agli anni '80 del XVI secolo, sono del cremonese Antonio Campi e sono giocate su un forte contrasto luce-ombra che costituisce un precedente lombardo alla pittura di Caravaggio. La tela di destra è la Decapitazione, mentre quella di fronte rappresenta L'imperatrice Faustina visita Santa Caterina in carcere. La scena è caratterizzata da un'orchestrazione di ombre e luci generate da molteplici fonti, quella ultraterrena proveniente dal carcere, quella della torcia e alle spalle quella naturale della luna.

##### 2. Cappella di San Carlo Borromeo

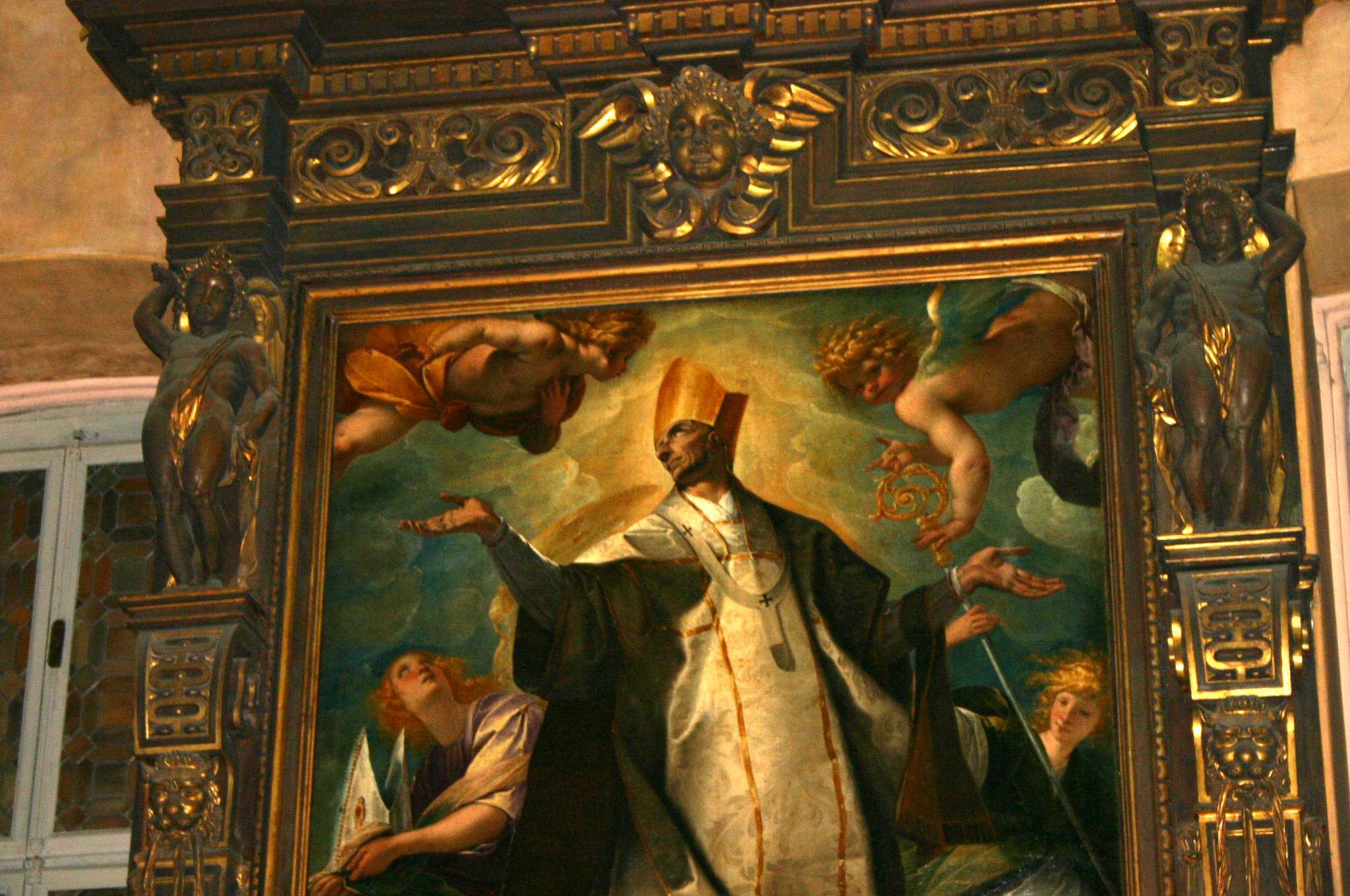
Morazzone, San Carlo Borromeo in gloria

Nella seconda cappella a destra si segnala la tela seicentesca con San Carlo in gloria, di Pier Francesco Mazzucchelli detto il Morazzone; nel dipinto il Santo viene portato in cielo da un gruppo di angeli. Ai lati della cappella due tele del 1854 del pittore Bombardini.

##### 3. Cappella di San Francesco o Cappella Porrone
Terza cappella a destra, commissionata dalla famiglia Porrone e interamente decorata dal pittore Giovanni Battista della Rovere detto Il Fiammenghino (1561-1627). Sopra all'altare è ritratto San Francesco che riceve le stimmate; ai lati e sulla volta scene della vita del Santo. I due affreschi principali della cappella rappresentano San Francesco che alla Porziuncola riceve il perdono d'Assisi per intercessione della Beata Vergine e il Capitolo Generale celebratosi dal Santo ad Assisi con l'intervento del cardinale Ugolino, poi Papa Gregorio IX.

##### 4. Cappella dello Sposalizio della Vergine
La quarta cappella a destra è caratterizzata dalla pala d'altare dello Sposalizio della Vergine di Camillo Procaccini (1561-1629); sul lato si vede una tela di Panfilo Nuvolone (1581-1651) rappresentante l'Immacolata Concezione, dogma fortemente sostenuto dai Francescani.

##### 5. Cappella di San Matteo
Quinta cappella a destra, dominata dalla tela attribuita al milanese Filippo Abbiati (1640-1715) che rappresenta la francescana santa Margherita da Cortona con i santi Pasquale Baylón e Giovanni da Capestrano. Sui due lati della cappella due affreschi del 1597 di Pietro Gnocchi, milanese, raffiguranti La pesca miracolosa e San Pietro che manca di fede salvato da Cristo. Altre decorazioni sono di Bernardino Luini.

##### 6. Cappella di San Luca
Sesta cappella a destra, contiene la tela novecentesca di San Luca, circondata da stucchi del seicento.

##### 7. Cappella di San Gerolamo o del Sacro Cuore
Settima cappella a destra, tutta la decorazione a stucco e gli affreschi con Storie di San Girolamo furono completati dal genovese Ottavio Semini nel 1565.

##### 8. Cappella di Sant'Antonio di Padova

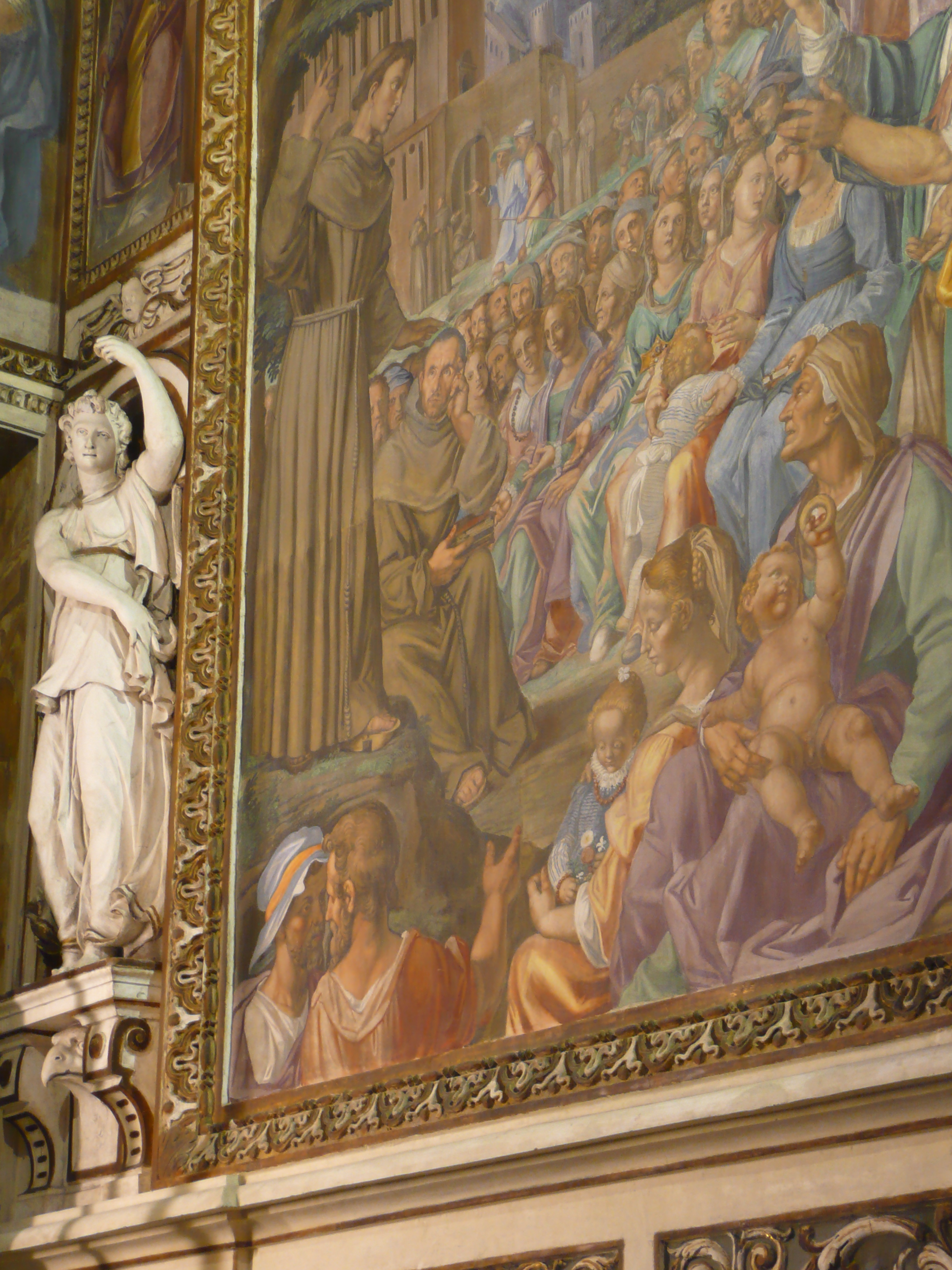
Simone Peterzano, Predica di Sant'Antonio

Nell'ottava cappella a destra vanno ricordati gli affreschi di Simone Peterzano, primo maestro del Caravaggio. Essi rappresentano, sulla parete sinistra, il Miracolo della mula, mentre a destra la Predicazione del santo, caratterizzato da vivaci motivi quotidiani quali i bambini che giocano fra le braccia delle madri ed il frate assorto nell'ascolto della predica.
All'altare, statua del XVI secolo, mentre la cupola è decorata con la Gloria di Dio Padre dei Fiammenghini.

#### Arco trionfale, transetto, presbiterio, altar maggiore, sagrestia

##### Transetto
Nel transetto si segnalano la Cappella Brasca, decorata da Ottavio Semino, e alcuni monumenti funebri, tra cui l'epitaffio marmoreo di Fabrizio Ferrari, disegnato da Martino Bassi.

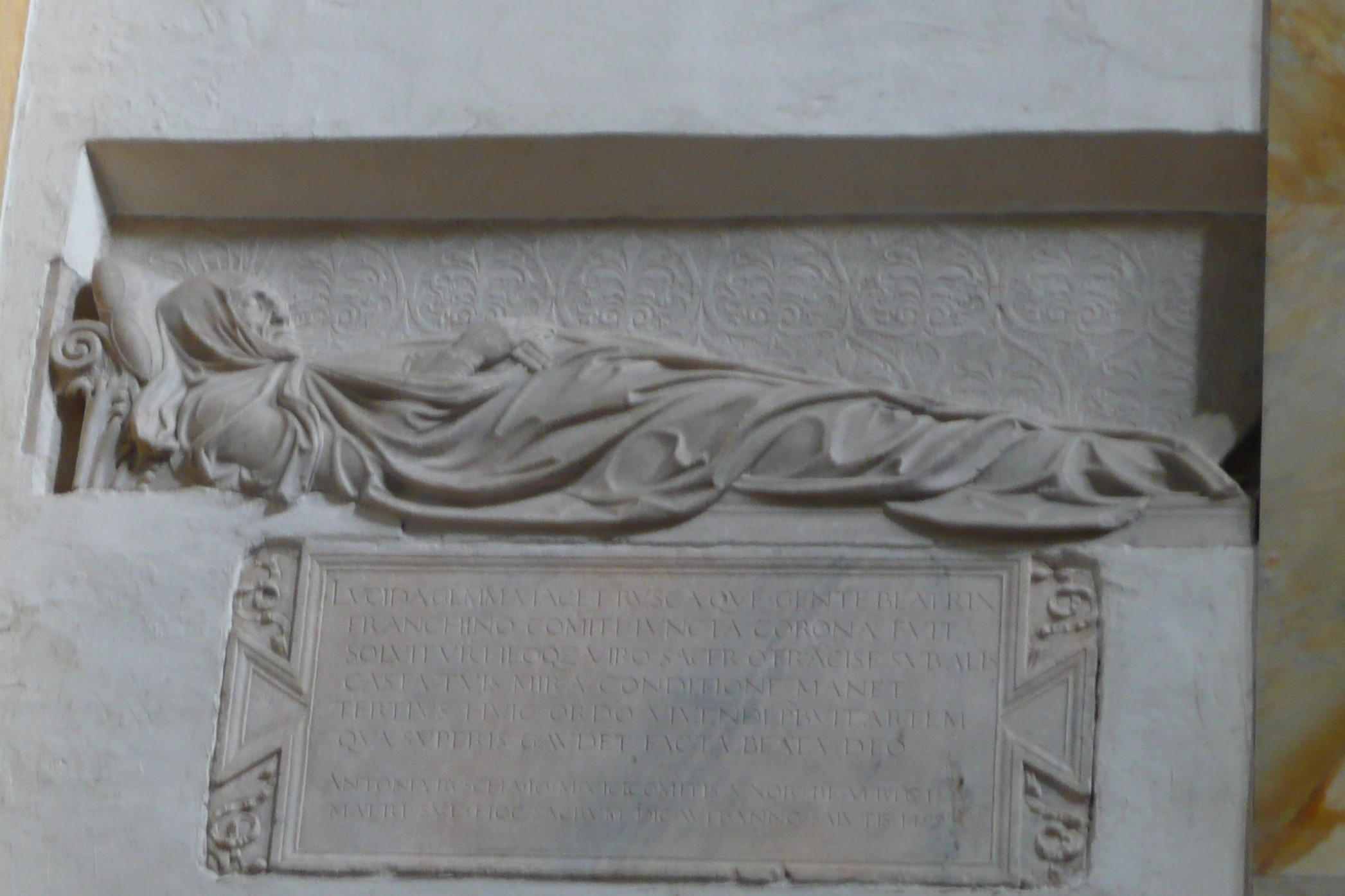
Monumento funebre a Beatrice Casati (1499)

Sulla parete a sinistra dell'altare, è sistemato il Sepolcro del vescovo Pier Giacomo Malombra, morto a 45 anni nel 1573), in marmo bianco. Il monumento è attribuito ad Annibale Fontana, scultore manierista milanese noto per le opere scultoree di Santa Maria dei Miracoli presso San Celso. Presenta, al di sopra di un'edicola aggettante, un sottile sarcofago decorato da sobri motivi classici sormontato dalla figura del vescovo in posizione reclinata.
In posizione simmetrica rispetto all'altare del Mausoleo Malombra è il monumento funebre alla beata Beatrice Casati, moglie di Franchino Rusca, terzo Conte di Locarno, morta in odore di santità nel 1490. Rimasta vedova nel 1465, rimase a Locarno per alcuni anni per poi spostarsi a Milano nella casa del defunto coniuge; qui vestì l'abito monacale del Terzo Ordine di San Francesco. Come si legge nell'epitaffio, il sepolcro marmoreo fu eretto nell'anno 1499 su volontà della figlia di Beatrice, Antonia Rusca. Proviene dalla precedente chiesa demolita e fu rimontato in modo parziale nella posizione attuale. Costituisce un raro esempio di monumento sepolcrale femminile a cavallo fra Quattrocento e Cinquecento, variamente attribuito al Bambaja o a Benedetto Briosco. Il corpo della monaca giace disteso all'interno di una nicchia decorata con delicati motivi a foglie d'acanto. La morbidezza del panneggio e l'impostazione classica del monumento contrastano con il crudo naturalismo del volto dell'anziana monaca.

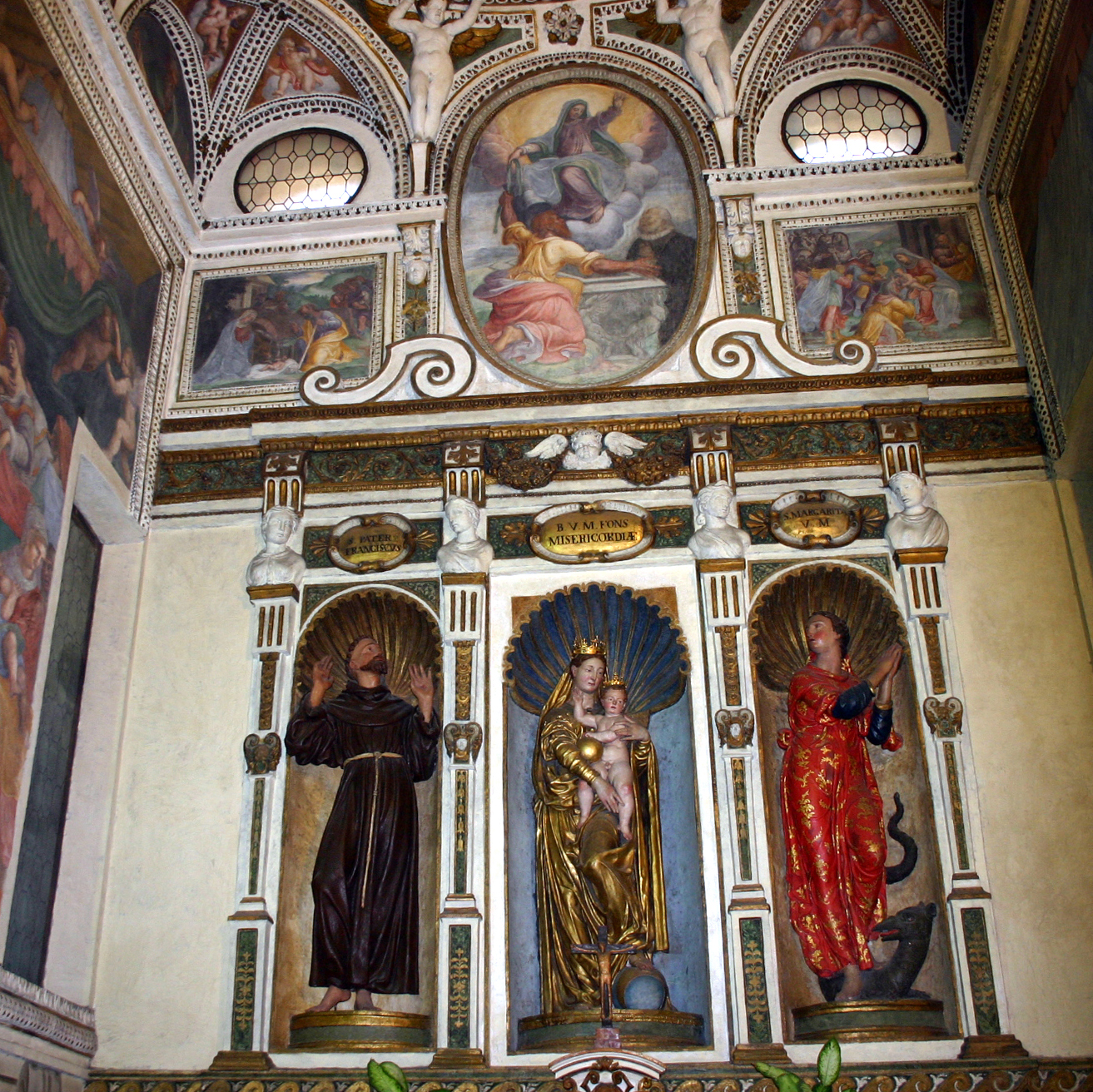
Cappella della Misericordia

La cappella del Crocifisso, a destra del presbiterio, e la Cappella della Santità Francescana, alla sua sinistra, sono di Giannino Castiglioni (anni cinquanta del novecento).
Alla testata del transetto sinistro, la Cappella della Misericordia, decorata da affreschi di Ottavio Seminocon Nascita e la Morte di Maria alle pareti, e la Trinità incorona la Vergine sulla volta emisferica. Sull'altare, gruppo di sculture in pietra dipinta del XVI secolo della "Madonna della Misericordia" tra San Francesco d'Assisi e Santa Margherita di Antiochia.
Nel corridoio d'ingresso del transetto destro, è ospitata una Madonna col Bambino, bassorilievo quattrocentesco firmato Francesco Solari.

##### Presbiterio e abside

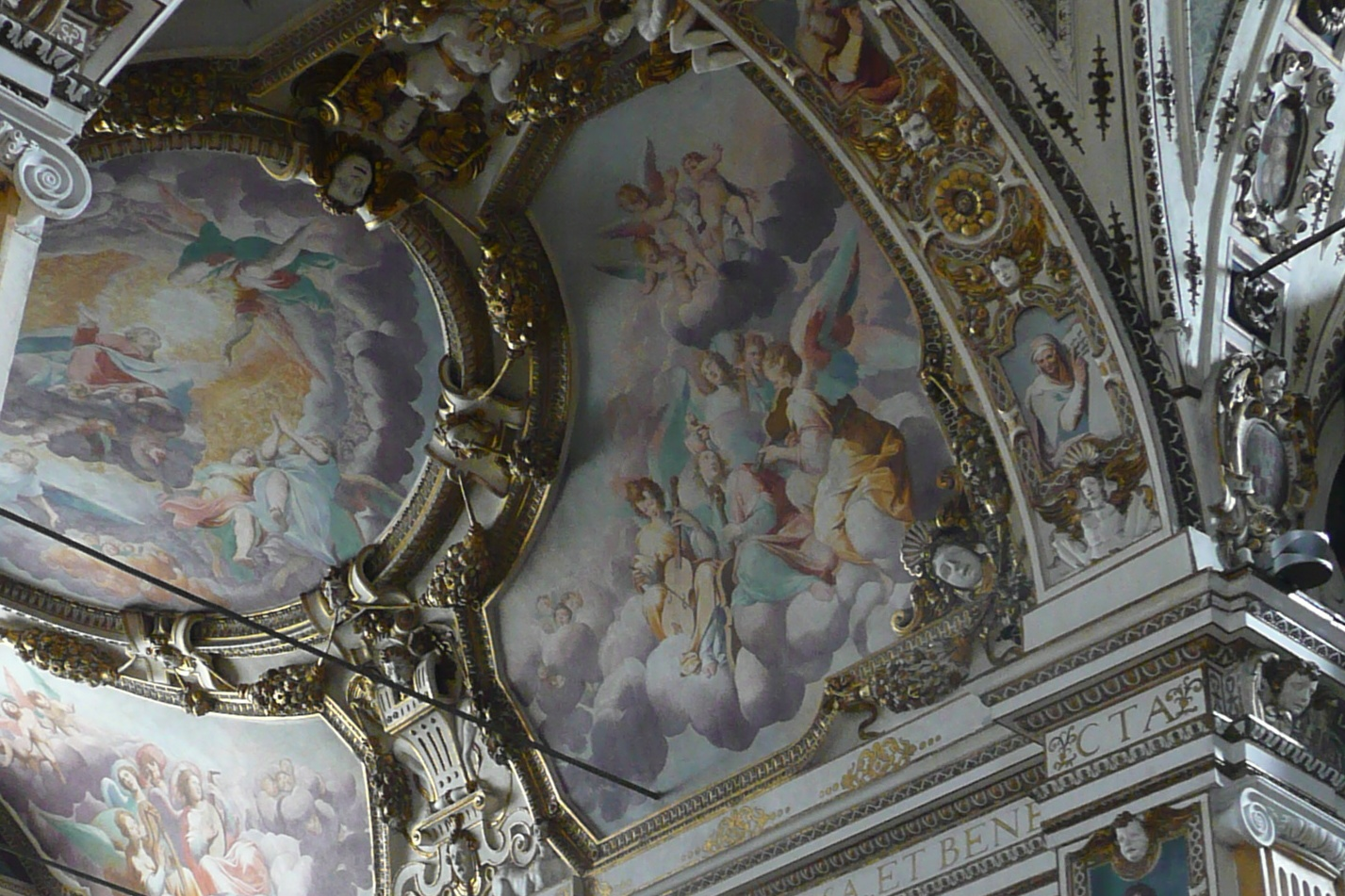
Camillo Procaccini, Assunzione di Maria, Volta del presbiterio

Il presbiterio è decorato da un vasto ciclo di affreschi di Camillo Procaccini, autore anche di diverse tele nelle cappelle della chiesa, del secondo decennio del Seicento. Nella volta si può ammirare, nel tondo centrale, L'Assunzione di Maria, contornata nei quattro scomparti laterali da schiere di angeli musicanti. Gli affreschi sono caratterizzati dai delicati accordi cromatici delle vesti degli Angeli, sull'insolita dominate lilla delle nubi sullo sfondo. Il concerto degli angeli mostra anche una notevole rassegna degli strumenti musicali in uso al tempo, liuti, archi, arpe e trombe. Sempre del più anziano dei fratelli Procaccini sono anche le tele sul fondo del coro, con L'Annunciazione, La Fuga in Egitto, e La Morte della Madonna.

##### Altare maggiore
L'Altare Maggiore, barocco, in marmi policromi e pietre dure, fu scolpito nel 1708 da Giovanni Battista Dominioni, con le sovrastanti statue.

##### Sagrestia
La sagrestia, che presenta una decorazione rococò, contiene al suo interno tele di diversi pittori, tra cui una Natività della Vergine di Giulio Cesare Procaccini.

#### Cappelle di sinistra

##### 8. Cappella dell'Eucarestia
Affreschi allegorici di Fiammenghini.

##### 7. Cappella di San Francesco di Sales
Settima cappella a sinistra, alla parete destra mostra la tomba di Carlo Antonio Sormani († 1730). Il monumento, ricco di decorazioni e di simboli guerreschi e del comando, è databile fra il 1730 e il 1733.

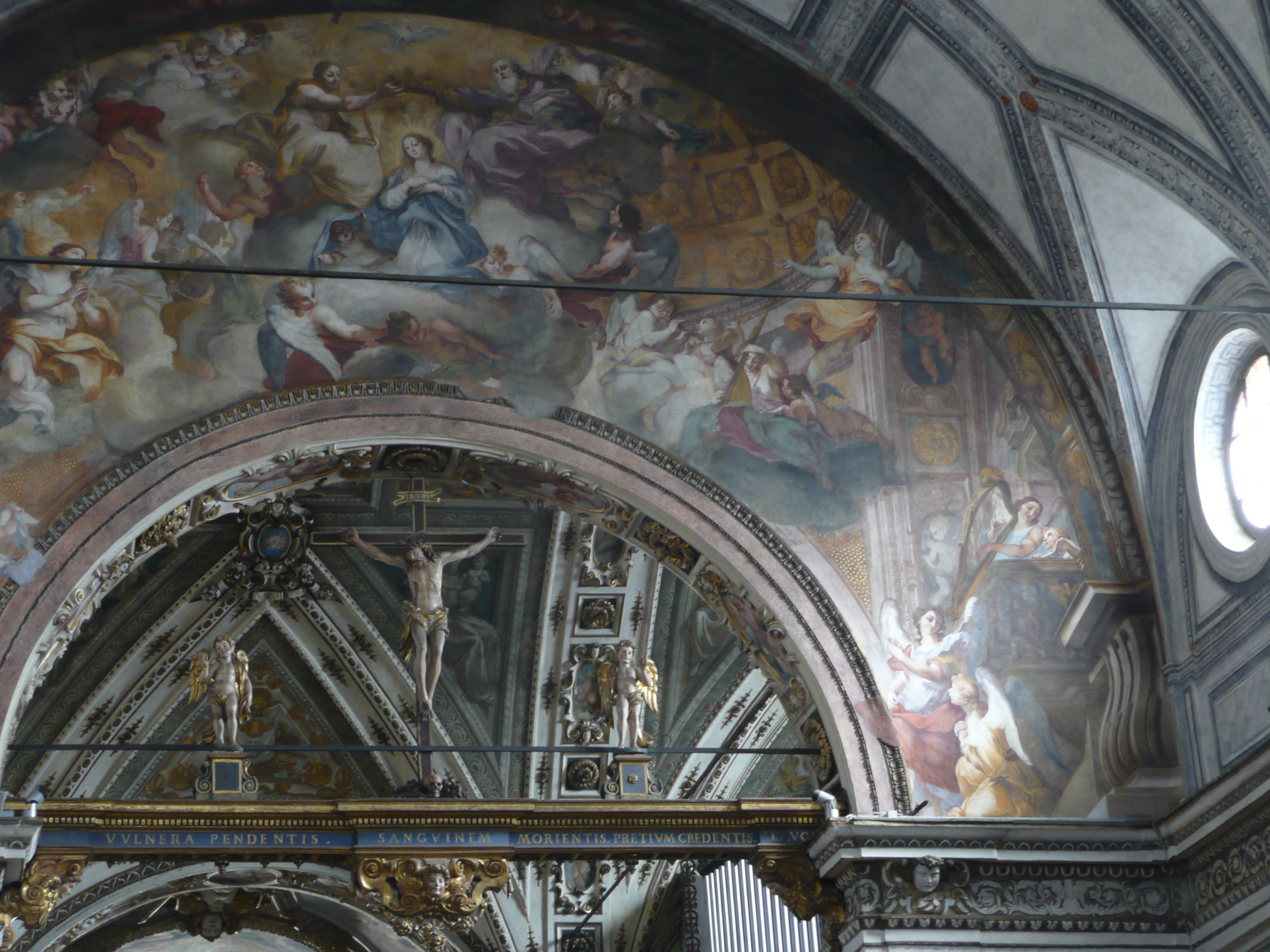
Legnanino, Incoronazione di Maria

Nell'arcone che divide la navata dal transetto è dipinta una solenne Incoronazione di Maria del Legnanino.

##### 6. Cappella di San Giovanni evangelista
Sesta cappella a sinistra, è dedicata a San Giovanni evangelista e ospita opere del XVI e del XVIII secolo.

##### 5. Cappella di San Giacomo apostolo, o cappella Durini

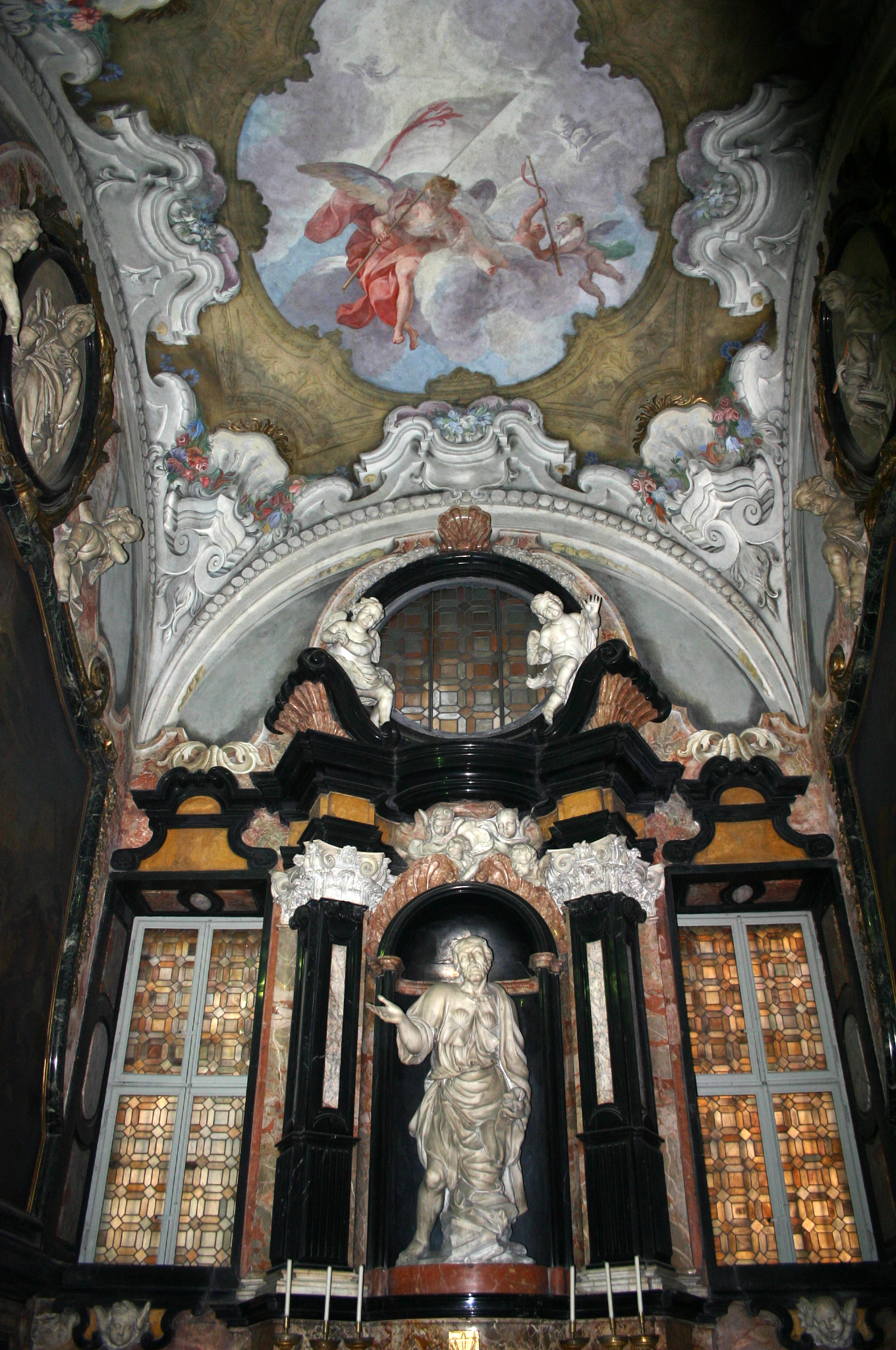
Cappella di San Giacomo apostolo

La quinta cappella a sinistra è un armonico esempio di barocchetto lombardo, in cui sculture, marmi, dipinti ed affreschi si fondono nell'estrosa decorazione. Al progetto, realizzato nel secondo decennio del Settecento, collaborarono alcuni fra i maggiori artisti milanesi del periodo. Lo scultore Giuseppe Rusnati è autore della statuaria, il Legnanino delle tele, mentre la volta fu affrescata a quattro mani come era in uso all'epoca: Giovan Battista Sassi, specializzato nelle figure allegoriche, e il Castellino, autore delle caratteristiche quadrature formate da fantasiose architetture mistilinee ornate da fiori. Il tutto fu finanziato dalla potente famiglia dei Durini, feudatari di Monza, a partire dal 1697. In quella data la cappella, precedentemente dedicata a Santa Margherita, ebbe la dedicazione attuale, in onore dei conti Giacomo e Giangiacomo Durini, sepolti nella cappella stessa.
L'intera cappella è rivestita fino alla cupola da marmi policromi, che costituiscono anche la balaustra composita. Sull'altare spicca dal fondo nero la statua in marmo di Carrara di San Giacomo apostolo. Il Santo è rappresentato con la tradizionale conchiglia di San Giacomo, simbolo del pellegrinaggio nella città di Santiago di Compostela, che ricorre anche nella decorazione marmorea. Il pellegrino raccoglieva sulle spiagge galiziane e sulla costa di Finis Terrae le conchiglie, che dovevano essere cucite sul mantello o sul cappello ed erano il simbolo da mostrare a tutti che il Pellegrino aveva raggiunto e visitato la tomba dell'apostolo di Gesù. Alle pareti le tele rappresentano storie di San Giacomo e di San Giovanni, sormontate da putti e tondi con le statue allegoriche della Fede e della Penitenza. Nella cupola, angeli portano il vessillo di San Giacomo.

##### 4. Cappella di Sant'Agata e San Omobono
Quarta cappella a sinistra, è presente una pala d'altare affigurante i Santi Agata e Omobono

##### 3. Cappella di San Pietro di Alcantara
Terza cappella a sinistra, rivestita da affreschi del Morazzone con putti e Profeti. Sull'altare, Apoteosi di San Pietro di Alcantara, di Giambattista del Sole.

##### 2. Cappella di San Diego di Alcalà
Nella seconda cappella a sinistra, tutta la decorazione spetta a Camillo Procaccini, successivamente alla canonizzazione di San Diego (1588). Al centro, San Diego che guarisce gli infermi.

##### 1. Cappella di San Michele arcangelo
La prima cappella a sinistra, dedicata al titolare della chiesa, San Michele arcangelo, fu commissionata dalla famiglia Sansoni, che la utilizzò anche come sepoltura per i propri membri.
La decorazione fu interamente realizzata dal pittore manierista Panfilo Nuvolone, padre dei più celebri Carlo Francesco e Giuseppe, esponenti del barocco milanese. La pala centrale raffigura La Vergine fra San Girolamo e San Michele che scaccia il demonio, mentre gli altri episodi sono allegorie delle virtù. Benché realizzata nel primo decennio del Seicento, la rigida decorazione a stucco e le scultoree figure dipinte si mostrano più vicine alla compostezza manierista, che non al nascente spirito barocco.

### Organo a canne

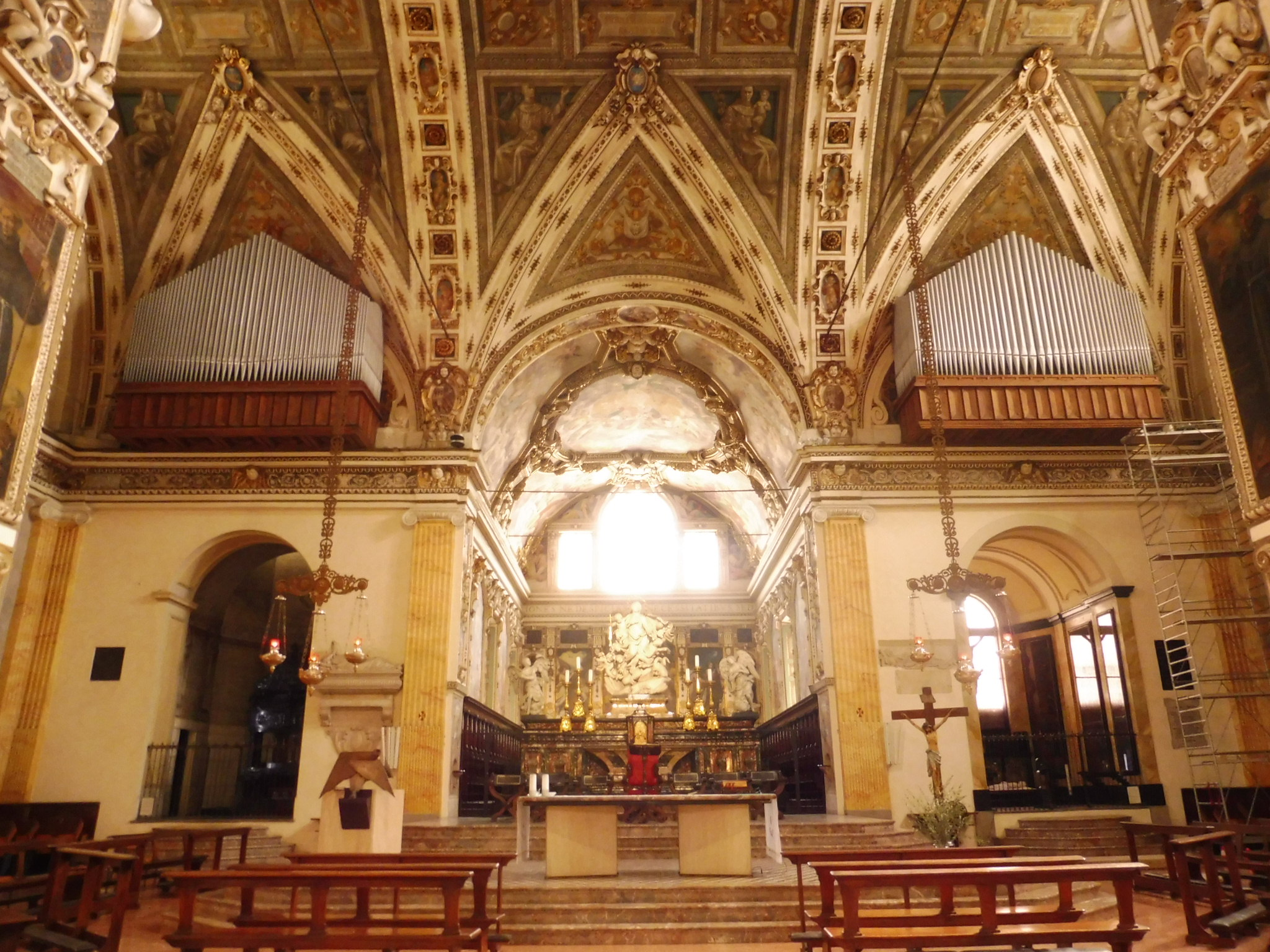
Sant'Angelo, organo Tamburini nel transetto

Nei due bracci del transetto, diviso in quattro corpi distinti più un quinto corpo nella parete di fondo dell'abside, vi è l'organo Tamburini (Opus 372) a quattro tastiere di 61 note e pedaliera concavo-radiale di 32 note, la cui consolle è collocata dietro l'altar maggiore, nel coro. Lo strumento è stato costruito nel 1957 ed è a trasmissione elettrica per le note ed i registri. È stato restaurato nel 2003 con l'aggiunta di un centralino elettronico per la gestione delle combinazioni aggiustabili.